# Eigersund
Eigersund é uma comuna da Noruega, com 429 km² de área e 13 388 habitantes (censo de 2004).         